# FSC Żuk
Lo Żuk, in lingua polacca scarafaggio, era un piccolo veicolo commerciale prodotto dalla FSC a Lublino tra 1958 e il 1998. Si basava sulla FSO Warszawa (versione polacca della automobile sovietica GAZ-M20 Pobeda) il cui telaio, sospensioni e motore ne formavano la base, così come quella del veicolo leggero ZSD Nysa progettato alla fine degli anni '60. Ne sono stati prodotti 587.818 esemplari.

## Il contesto
Lo Żuk era venduto principalmente ad enti governativi ma anche a privati. Dopo il 1989, con la liberalizzazione del mercato, lo Żuk è stato capace di mantenere le vendite nei suoi mercati tradizionali mentre le vendite ai privati aumentarono. Nell'ultimo anno di produzione veniva costruito in parallelo con il veicolo commerciale Lublin come alternativa più economica.
Lo Żuk era prodotto con una ampia gamma di allestimenti. Il più comune era la versione da trasporto leggero con cassone da 1.1 ton. Le versioni più rare erano quelle minibus o veicolo da trasporto con cabina lunga. Caratteristica rara per un veicolo commerciale era l'adozione di sospensioni indipendenti sull'assale anteriore. Il design era molto spigoloso, con diverse grandi protuberanze che correvano lungo i fianchi della carrozzeria mentre il parabrezza era completamente piatto. Dopo circa dieci anni di produzione la parte anteriore della cabina venne ristilizzata e da questo momento in poi le protuberanze laterali non erano più collegate alla parte anteriore dove si collegavano alla calandra. Non sono più state fatte modifiche a parte dei piccoli cambiamenti tra i quali un numero di prese d'aria poste sopra i fari.
Lo Żuk era il favorito dagli agricoltori e il luogo più comune dove si potevano incontrare questi furgoni erano i mercati locali dove venivano utilizzati per il trasporto dei raccolti dai campi. Le Poste della Polonia (Poczta Polska) utilizzarono un grande numero di Żuk dipinti in un brillante colore arancione. I pompieri lo utilizzavano per il trasporto del personale o come piccolo veicolo antincendio nei distretti.